# Белозерцев, Василий Дмитриевич
Васи́лий Дми́триевич Белозе́рцев (1923—2000) — полковник Советской Армии, участник Великой Отечественной войны, Герой Советского Союза (1943).

## Биография
Василий Белозерцев родился 10 июня 1923 года в селе Шукавка (ныне — Верхнехавского района Воронежской области) в семье крестьянина. Получил неполное среднее образование, после чего работал токарем на машинно-тракторной станции. В октябре 1941 года был призван на службу в Рабоче-крестьянскую Красную Армию Верхнехавским районным военным комиссариатом Воронежской области. С апреля 1942 года — на фронтах Великой Отечественной войны. Участвовал в боях на Брянском и Центральном фронтах, в битве на Курской дуге. К сентябрю 1943 года младший сержант Белозерцев командовал орудием артбатареи 229-го стрелкового полка 8-й стрелкой дивизии 13-й армии Центрального фронта. Отличился во время Черниговско-Припятской операции.
26 сентября 1943 года, при нападении подразделения противника примерно из 150 автоматчиков на полковой штаб в районе деревень Гдень и Чикаловичи Брагинского района Гомельской области Белорусской ССР, Белозерцев, развернув своё орудие на прямую наводку, уничтожил часть нападавших, отразив тем самым контратаку. Спустя несколько дней, в ходе форсирования Припяти в районе деревни Кошевка Чернобыльского района Киевской области Украинской ССР, вновь участвовал в отражении нападения немецких подразделений на штаб. 5 октября в бою за плацдарм Белозерцев лично уничтожил 4 немецких танка. Всего же к моменту представления к званию Героя Советского Союза Белозерцев принял участие в отражении трёх немецких атак, уничтожил 10 дзотов, 15 огневых точек, 3 повозки, около роты немецкой пехоты.
Указом Президиума Верховного Совета СССР от 16 октября 1943 года за «образцовое выполнение боевых заданий командования на фронте борьбы с немецко-фашистским захватчиками и проявленные при этом мужество и героизм» младший сержант Василий Белозерцев был удостоен высокого звания Героя Советского Союза с вручением ордена Ленина и медали «Золотая Звезда» за номером 1256.
Продолжил участие в боях, был ранен. После выписки из госпиталя был направлен на учёбу во 2-е артиллерийское училище в Томске. В 1945 году он окончил его, в том же году вступил в ВКП(б).
После окончания войны продолжил службу в Советской Армии. В 1946 году окончил высшую артиллерийскую школу в Ленинграде, в 1955 году — Военную академию имени Фрунзе, в 1962 году — Высшие академические курсы при Военной артиллерийской инженерной академии имени Дзержинского. Служил в Бакинском, Закавказском военном округах. Командовал артиллерийским взводом, батареей, дивизионом, руководил полковой школой полка. С ноября 1961 года служил в РВСН. Был офицером, старшим офицеров направления оперативного управления Главного штаба РВСН. В 1978 году в звании полковника был уволен в запас.
Проживал в городе Одинцово Московской области, до выхода на пенсию работал в штабе ГО СССР. Умер 15 мая 2000 года, похоронен на Лайковском кладбище.
Был также награждён орденами Отечественной войны 1-й степени и «За службу Родине в ВС СССР» 3-й степени, медалью «За отвагу» и рядом других медалей.
В память о Герое в Одинцово на доме, где он жил (ул. Неделина, 13), установлена мемориальная доска.